# Купузиште
Купузиште је насеље у Србији у општини Кладово у Борском округу. Према попису из 2022. у насељу је било 157 становника (према попису из 2011. било је 237 становника, према попису из 2002. било је 317 становника).

## Историја
Крај овог села које је недалеко од Брзе Паланке, на месту званом Цестаце налазе се остаци неидентификованог римског утврђења. Село је првобитно било засељено у Селишту, одакле је пресељено на садашње место крајем 18. века. Тврди се да током Великих сеоба Срба под Арсенијем Чарнојевићем 1689. године на ово место доселили Срби са Косова. Године 1846. село је имало свега 39 кућа. Каснији досељеници су из пожаревачког краја и Кључа. Забележено је да је у овом селу 1790. године погинуо прогоњен од српског фрајкора Мустафа–паша.
Прва школа је отворена у последњој години 19. века, а за њено отварање знатна заслуга припада угледном сељаку Андрији Петковићу. Даљем раду у школи, окупљању ученика и тумачењу наставног градива, допринуо је први учитељ Милан Костић. Он је у месту службовао петнаестак година, а с њиме су училе школску децу и две учитељице Милица Ђорђевић (1905-1909) и Ружица Живковић (1909-1914). Пуне три деценије учило се у школској згради која је имала само једну учионицу, стан за учитеља и канцеларију. Средином четврте деценије, 1934. године, започета је градња нове школе са две учионице и два учитељска стана. Требало је да прођу јос две деценије да се доврши зграда са свим потребним просторијама.
У првим данима октобра 1944. године, на овом подручју вођене су жестоке борбе са остацима немачких војних јединица које су се повлачиле из Грчке. Већ школске 1945/46. године нормално се одвијао рад у школи. На првом течају за аналфабете описмењена су 22 полазника.
Према неким подацима, цркву светог Теодора Тирона у некадашњем селу Селишту тј. Купузишту је саградио сељанин Тодор Хајдук који је добио назив по својим делима јер је он у то време хајдуковао по Румунији. Цркву је саградио у знак покајања на своје грехе које је начинио за време свог хајдуковања. Црква је подигнута 1762. године. Она је била подигнута у равничарском делу између некадашних три извора, а у близини неколико кућа овог села. Освецење цркве извршено је на дан Тодорове суботе, пошто је његово име било Тодор и црква је од тог дана носила његово име и звала се црква светог Теодора Тирона. Ова црква служила је све до 1960. године када је престало одржавање службе у њој јер је била склона паду. Године 1991. састављен је црквени одбор од 7 чланова који је касније проширен са још 5 чланова који су покренули акцију реновирања цркве у овом селу. Пошто су била прибављена сва документа која су била потребна од стране општине и епархије кренуло се са радом око изградње нове цркве и 7. августа 1991. године почели су радови на темељу нове цркве. 23. јула 1995. године црква је била комплетно опремљена и тог дана је служена литургија и вршило се освећење цркве. Од 1995. године па надаље у цркви се поново одржавају службе.

## Демографија
Према последњем попису из 2022. године у насељу је живело 157 становника што је за 80 мање у односу на 2011. када је на попису било 237 становника. У насељу живи 142 пунолетних становника, а просечна старост становништва износи 57,21 година (53,79 код мушкараца и 60,51 код жена).
Према подацима пописа из 2022. у насељу има 75 домаћинства, а просечан број чланова по домаћинству је 2,09. а према истом попису у насељу има 292 стамбених јединица од којих је 131 насељених.
У насељу Купузиште живи 281 пунолетни становник, а просечна старост становништва износи 53,9 година (49,7 код мушкараца и 57,2 код жена). У насељу има 129 домаћинстава, а просечан број чланова по домаћинству је 2,46.
Ово насеље је углавном насељено Србима (према попису из 2002. године), а у последња три пописа, примећен је пад у броју становника.
|  |

| Демографија | Демографија | Демографија |
| Година      | Становника  | Становника  |
| ----------- | ----------- | ----------- |
| 1948.       | 783         |             |
| 1953.       | 768         |             |
| 1961.       | 819         |             |
| 1971.       | 782         |             |
| 1981.       | 797         |             |
| 1991.       | 657         | 445         |
| 2002.       | 317         | 642         |
| 2011.       | 237         |             |
| 2022.       | 157         |             |

| Етнички састав према попису из 2002.‍ | Етнички састав према попису из 2002.‍ | Етнички састав према попису из 2002.‍ | Етнички састав према попису из 2002.‍ | Етнички састав према попису из 2002.‍ |
| ------------------------------------ | ------------------------------------ | ------------------------------------ | ------------------------------------ | ------------------------------------ |
|                                      |                                      |                                      |                                      |                                      |
| Срби                                 | Срби                                 |                                      | 253                                  | 79,81%                               |
| Власи                                | Власи                                |                                      | 37                                   | 11,67%                               |
| Румуни                               | Румуни                               |                                      | 10                                   | 3,15%                                |
| Југословени                          | Југословени                          |                                      | 4                                    | 1,26%                                |
| непознато                            | непознато                            |                                      | 0                                    | 0,0%                                 |

| Година пописа     | 1948. | 1953. | 1961. | 1971. | 1981. | 1991. | 2002. |
| ----------------- | ----- | ----- | ----- | ----- | ----- | ----- | ----- |
| Број домаћинстава | 167   | 173   | 175   | 165   | 168   | 147   | 129   |

| Број чланова      | 1  | 2  | 3  | 4 | 5  | 6 | 7 | 8 | 9 | 10 и више | Просек |
| ----------------- | -- | -- | -- | - | -- | - | - | - | - | --------- | ------ |
| Број домаћинстава | 39 | 47 | 16 | 9 | 11 | 4 | 3 | 0 | 0 | 0         | 2,46   |

| Пол    | Укупно | Неожењен/Неудата | Ожењен/Удата | Удовац/Удовица | Разведен/Разведена | Непознато |
| ------ | ------ | ---------------- | ------------ | -------------- | ------------------ | --------- |
| Мушки  | 123    | 21               | 87           | 12             | 3                  | 0         |
| Женски | 162    | 12               | 87           | 63             | 0                  | 0         |
| УКУПНО | 285    | 33               | 174          | 75             | 3                  | 0         |

| Пол    | Укупно                    | Пољопривреда, лов и шумарство | Рибарство                            | Вађење руде и камена | Прерађивачка индустрија       |
| ------ | ------------------------- | ----------------------------- | ------------------------------------ | -------------------- | ----------------------------- |
| Мушки  | 39                        | 23                            | 0                                    | 0                    | 1                             |
| Женски | 19                        | 17                            | 0                                    | 0                    | 0                             |
| УКУПНО | 58                        | 40                            | 0                                    | 0                    | 1                             |
| Пол    | Производња и снабдевање   | Грађевинарство                | Трговина                             | Хотели и ресторани   | Саобраћај, складиштење и везе |
| Мушки  | 0                         | 1                             | 3                                    | 0                    | 3                             |
| Женски | 0                         | 0                             | 1                                    | 0                    | 0                             |
| УКУПНО | 0                         | 1                             | 4                                    | 0                    | 3                             |
| Пол    | Финансијско посредовање   | Некретнине                    | Државна управа и одбрана             | Образовање           | Здравствени и социјални рад   |
| Мушки  | 0                         | 0                             | 0                                    | 1                    | 0                             |
| Женски | 0                         | 1                             | 0                                    | 0                    | 0                             |
| УКУПНО | 0                         | 1                             | 0                                    | 1                    | 0                             |
| Пол    | Остале услужне активности | Приватна домаћинства          | Екстериторијалне организације и тела | Непознато            | Непознато                     |
| Мушки  | 0                         | 0                             | 0                                    | 7                    | 7                             |
| Женски | 0                         | 0                             | 0                                    | 0                    | 0                             |
| УКУПНО | 0                         | 0                             | 0                                    | 7                    | 7                             |